# John Crichton-Stuart (3e marquis de Bute)
Pour les articles homonymes, voir John Crichton-Stuart.
John Patrick Crichton-Stuart, 3e marquis de Bute (né le 12 septembre 1847 à Mount Stuart House (île de Bute, Écosse) et mort le 9 octobre 1900, à Dumfries House près de Cumnock, en Écosse) est un aristocrate écossais et industriel. Reconnu comme l'homme le plus riche du monde en 1860, il est un scientifique excentrique, constructeur, promoteur de la religion catholique, de la science et de la culture.

## Biographie
Né dans la famille royale écossaise des Stuarts, il est le fils de John Crichton-Stuart (2e marquis de Bute) et de sa seconde épouse Sophia Christina Fredericia, née marquise de Hastings. Il perd ses parents à l'âge de 12 ans. Il est éduqué à Harrow School et Christ Church College à Oxford. Dans sa jeunesse il s'intéresse au catholicisme, et une fois qu'il atteint l'âge de la majorité le 8 décembre 1868, il abandonne le calvinisme (presbytérianisme) et est baptisé catholique, ce qui fait sensation et scandale à cette époque, à cause de sa position sociale exceptionnelle au Royaume-Uni. Puis il prend la gestion de vastes domaines en Écosse et au Pays de Galles. Il fait élargir le port de Cardiff, ce qui en fait le plus grand port d'exportation de charbon dans le monde. Son revenu annuel de 300.000 livres fait de lui l'homme le plus riche du monde. Il voyage beaucoup (le Moyen-Orient, Rome et Tenerife, parmi d'autres). Il est élu deux fois maire de Cardiff, mais ses efforts pour accroître l'importance de sa famille restèrent sans succès.
Le 16 avril 1872 il épouse Gwendolen Mary Anne Fitzalan-Howard, baronne d'une vieille famille catholique de Howard, et il devient officieusement le chef de l'aristocratie catholique britannique. De ce mariage, il a une fille et trois fils: Margaret Crichton-Stuart (1875-1954) John Crichton-Stuart (4e marquis de Bute) (1881-1947), Edward Ninian Crichton-Stuart (1883-1915) Colum Crichton-Stuart, Edmund (1886-1957). Il est mort à son palais natal de Mount Stuart House et est enterré dans la chapelle de ce palais, et son cœur, selon sa volonté, est enterré sur le Mont des Oliviers à Jérusalem.

### Accomplissements
Au départ, il est intéressé par l'histoire, en particulier des religions comme le christianisme, le judaïsme, l'islam et le bouddhisme, et l'histoire de l’Écosse. Il finance généreusement les universités à St. Andrews et Glasgow, y bâtissant de nombreux édifices. De 1892 à 1898 est recteur de l'Université de St Andrews. En 1890 il devient président de l'University College of South Wales à Cardiff.
Son domaine préféré de la recherche est la linguistique; au total il étudie 21 langues différentes (notamment la langue copte et la langue des Guanches, les autochtones de Tenerife), et publie de nombreux articles scientifiques sur ce sujet. En 1879 il publie le Bréviaire médiéval catholique en deux volumes. Toute sa vie il développa la liturgie catholique, surtout proprium pour l’Église catholique en Écosse. Il écrit des articles sur l'architecture des églises et sur l'histoire de l’Église catholique. Depuis 1882 il est propriétaire d'une revue scientifique Scottish Review, dans laquelle il publie de nombreux articles sur un large éventail de sujets, tels que des chansons celtiques, Festival de Bayreuth ou des traductions de la prose d'Ivan Tourgueniev. Dès 1890 il commence à étudier des phénomènes paranormaux qui sont à la mode alors. Il est chevalier de l'Ordre équestre du Saint-Sépulcre de Jérusalem, chevalier de l'Ordre du Chardon, et de l'Ordre de Saint-Grégoire-le-Grand.
Il est bâtisseur très actif et finance environ 60 projets de construction: outre l'expansion du port de Cardiff, il construit le Château de Cardiff et le Château Coch (reconnu comme un chef-d'œuvre de style néo-gothique). En 1877, il fait remanier Mount Stuart House dans le style du gothique italien. Il finance la reconstruction du Château de Rothesay, du Palais de Falkland, du Château de Caerphilly et du Château de Wester Kames. Il fonde quelques nouvelles églises catholiques, notamment à Galston et Troon en Écosse, et finance la restauration d'un couvent catholique à Elgin.

## Principales publications
- The Roman breviary. Reformed by order of the Holy oecumenical council of Trent. Blackwood, Edinburgh, 1879
- The Coptic morning service for the Lord's day. Masters, London, 1882
- Parliament in Scotland. Scottish Home Rule Association, Edinburgh 1892
- On the ancient language of the natives of Tenerife. Masters (?), London 1891
- The early days of Sir William Wallace. Gardner, Paisley 1876